# Supercopa de Europa 1980
La Supercopa de Europa 1980 fue la 7.ª edición de la competición, se jugó entre el Nottingham Forest FC (vencedor de la  Copa de Europa 1979-80) y el Valencia CF (vencedor de la Recopa de Europa 1979-80), ganando el Valencia CF por el valor doble de los goles fuera de casa (2-1 en Nottingham, 1-0 en Valencia).
| Bandera de Inglaterra       | 2 - 2 | Bandera de España |
| Nottingham Forest F. C. 2 0 | 2 - 2 | Valencia C. F. 1  |
| --------------------------- | ----- | ----------------- |

## Equipos participantes
| Nottingham Forest F. C. |  | Inglaterra |  | Campeón de la Copa de Europa (1979-80)   |
| Valencia C. F.          |  | España     |  | Campeón de la Recopa de Europa (1979-80) |

## Detalles de los encuentros

### Partido de ida
| 1          | POR        | Peter Shilton  |     |
| 2          | DEF        | Viv Anderson   |     |
| 3          | DEF        | Frank Gray     |     |
| 4          | DEF        | Larry Lloyd    |     |
| 5          | DEF        | Kenny Burns    |     |
| 6          | MED        | John McGovern  |     |
| 7          | MED        | Ian Bowyer     |     |
| 8          | MED        | Gary Mills     |     |
| 9          | MED        | John Robertson |     |
| 10         | DEL        | Peter Ward     | 76' |
| 11         | DEL        | Ian Wallace    |     |
| Entrenador | Entrenador | Brian Clough   |     |

| 1          | POR        | Carlos Santiago Pereira |     |
| 2          | DEF        | Ricardo Arias           |     |
| 3          | DEF        | José Carrete            |     |
| 4          | DEF        | Manuel Botubot          |     |
| 5          | DEF        | José Cerveró            |     |
| 6          | MED        | Ángel Castellanos       |     |
| 7          | MED        | Daniel Solsona          |     |
| 8          | MED        | Javier Subirats         |     |
| 9          | MED        | Enrique Saura           |     |
| 10         | DEL        | Fernando Morena         |     |
| 11         | DEL        | Darío Felman            | 86' |
| Entrenador | Entrenador | Pasieguito              |     |

| 22 | DEF | Raimondo Ponte | 76' |

| 22 | DEF | Orlando Jiménez | 86' |

| Anotado | 57' | Ian Bowyer | 1-1 |
| Anotado | 89' | Ian Bowyer | 2-1 |

| Anotado | 47' | Darío Felman | 0-1 |

| Amonestado | 19' | Viv Anderson   |
| Amonestado | 56' | John Robertson |
| Amonestado | 88' | Larry Lloyd    |

| Amonestado | 41' | Angel Castellanos |
| Amonestado | 76' | José Carrete      |

| Árbitro | Alexis Ponnet |

| 1          | POR        | Peter Shilton  |     |
| 2          | DEF        | Viv Anderson   |     |
| 3          | DEF        | Frank Gray     |     |
| 4          | DEF        | Larry Lloyd    |     |
| 5          | DEF        | Kenny Burns    |     |
| 6          | MED        | John McGovern  |     |
| 7          | MED        | Ian Bowyer     |     |
| 8          | MED        | Gary Mills     |     |
| 9          | MED        | John Robertson |     |
| 10         | DEL        | Peter Ward     | 76' |
| 11         | DEL        | Ian Wallace    |     |
| Entrenador | Entrenador | Brian Clough   |     |

| 1          | POR        | Carlos Santiago Pereira |     |
| 2          | DEF        | Ricardo Arias           |     |
| 3          | DEF        | José Carrete            |     |
| 4          | DEF        | Manuel Botubot          |     |
| 5          | DEF        | José Cerveró            |     |
| 6          | MED        | Ángel Castellanos       |     |
| 7          | MED        | Daniel Solsona          |     |
| 8          | MED        | Javier Subirats         |     |
| 9          | MED        | Enrique Saura           |     |
| 10         | DEL        | Fernando Morena         |     |
| 11         | DEL        | Darío Felman            | 86' |
| Entrenador | Entrenador | Pasieguito              |     |

| 22 | DEF | Raimondo Ponte | 76' |

| 22 | DEF | Orlando Jiménez | 86' |

| Anotado | 57' | Ian Bowyer | 1-1 |
| Anotado | 89' | Ian Bowyer | 2-1 |

| Anotado | 47' | Darío Felman | 0-1 |

| Amonestado | 19' | Viv Anderson   |
| Amonestado | 56' | John Robertson |
| Amonestado | 88' | Larry Lloyd    |

| Amonestado | 41' | Angel Castellanos |
| Amonestado | 76' | José Carrete      |

| Árbitro | Alexis Ponnet |

### Partido de vuelta
| 1          | POR        | José Manuel Sempere |  |
| 2          | DEF        | Ricardo Arias       |  |
| 3          | DEF        | Miguel Tendillo     |  |
| 4          | DEF        | Manuel Botubot      |  |
| 5          | DEF        | José Cerveró        |  |
| 6          | MED        | Ángel Castellanos   |  |
| 7          | MED        | Daniel Solsona      |  |
| 8          | MED        | Javier Subirats     |  |
| 9          | MED        | Enrique Saura       |  |
| 10         | DEL        | Mario Kempes        |  |
| 11         | DEL        | Fernando Morena     |  |
| Entrenador | Entrenador | Pasieguito          |  |

| 1          | POR        | Peter Shilton  |  |
| 2          | DEF        | Viv Anderson   |  |
| 3          | DEF        | Bryn Gunn      |  |
| 4          | DEF        | Larry Lloyd    |  |
| 5          | DEF        | Kenny Burns    |  |
| 6          | MED        | John McGovern  |  |
| 7          | MED        | Martin O'Neill |  |
| 8          | MED        | Raimondo Ponte |  |
| 9          | MED        | Colin Walsh    |  |
| 10         | DEL        | Trevor Francis |  |
| 11         | DEL        | Ian Wallace    |  |
| Entrenador | Entrenador | Brian Clough   |  |

| Anotado | 51' | Fernando Morena | 1-0 |

| Amonestado | 30' | Martin O'Neill |

| Árbitro | Franz Wöhrer |

| 1          | POR        | José Manuel Sempere |  |
| 2          | DEF        | Ricardo Arias       |  |
| 3          | DEF        | Miguel Tendillo     |  |
| 4          | DEF        | Manuel Botubot      |  |
| 5          | DEF        | José Cerveró        |  |
| 6          | MED        | Ángel Castellanos   |  |
| 7          | MED        | Daniel Solsona      |  |
| 8          | MED        | Javier Subirats     |  |
| 9          | MED        | Enrique Saura       |  |
| 10         | DEL        | Mario Kempes        |  |
| 11         | DEL        | Fernando Morena     |  |
| Entrenador | Entrenador | Pasieguito          |  |

| 1          | POR        | Peter Shilton  |  |
| 2          | DEF        | Viv Anderson   |  |
| 3          | DEF        | Bryn Gunn      |  |
| 4          | DEF        | Larry Lloyd    |  |
| 5          | DEF        | Kenny Burns    |  |
| 6          | MED        | John McGovern  |  |
| 7          | MED        | Martin O'Neill |  |
| 8          | MED        | Raimondo Ponte |  |
| 9          | MED        | Colin Walsh    |  |
| 10         | DEL        | Trevor Francis |  |
| 11         | DEL        | Ian Wallace    |  |
| Entrenador | Entrenador | Brian Clough   |  |

| Anotado | 51' | Fernando Morena | 1-0 |

| Amonestado | 30' | Martin O'Neill |

| Árbitro | Franz Wöhrer |

|                        |
| Bandera de España      |
| Campeón Valencia C. F. |
| 1.er Título            |

## Curiosidades
- El gol marcado en el partido de ida por Darío Felman es el único de la era moderna en el que no hay imagen de televisión, vídeo o foto conocida que lo muestre.[2]

- Debido a que hubo un problema con la aduana, el trofeo no llegó a tiempo para el partido de vuelta. Para poder celebrar la conquista del título, a la directiva del Valencia se le ocurrió coger una copa de un torneo de verano de la sala de trofeos del club que fue lo que el presidente de la UEFA Artemio Franchi entregó al capitán Enrique Saura.[3] Se puede comprobar por el hecho de que no hay una sola foto de aquel partido con el título oficial. Finalmente, el trofeo llegaría más tarde.[4]

- Fue la primera vez que un equipo español conseguía el título de campeón de la Supercopa de Europa.[5]